# Erich Kaiser-Titz

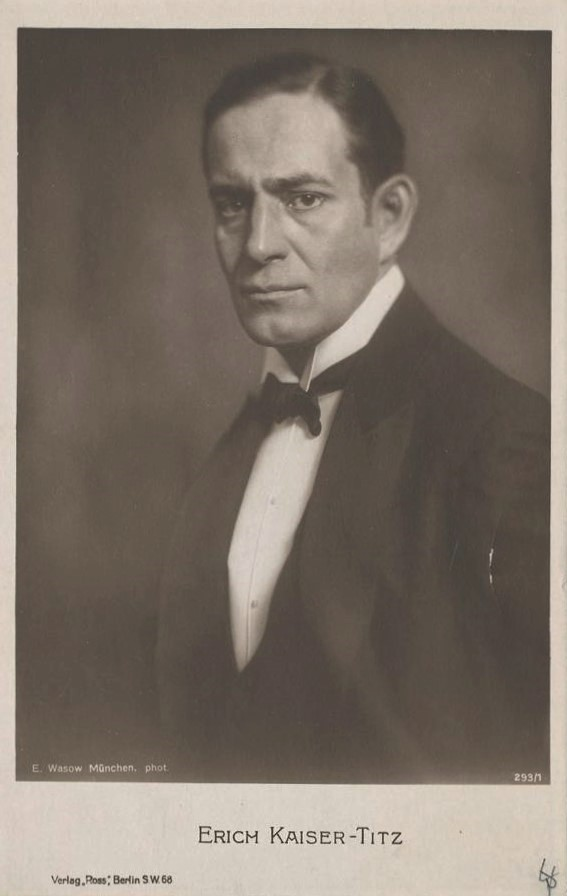
Erich Kaiser-Titz (um 1923). Foto von Eduard Wasow

Heinrich Felix Erich Kaiser-Titz (* 7. Oktober 1875 in Berlin; † 22. November 1928 ebenda) war ein deutscher Schauspieler.

## Leben
Erich Titz, später nannte er sich Erich Kaiser-Titz, war ein Sohn des Architekten Oskar Titz. Er begann nach seiner Schulzeit eine Ausbildung als Kunstschlosser. Er arbeitete als Maurer, Zimmermann und Baustellenleiter. Erste Bühnenengagements führten ihn nach Lübeck, Kolberg, Hannover und Bremen. 1905 gehörte er zum Ensemble des Leipziger Schauspielhauses. 1906 kam er nach Berlin ans Neue Theater. Dann trat er 1909, 1913 und 1926 am Deutschen Theater auf: als Erwin Löwenherz in Gelbstern, als Jack Brown in Maughams Freund Jack, als Abrezkow in Tolstois Der lebende Leichnam, als Bazaine in Werfels Juarez und Maximilian sowie in Sternheims Komödien Die Sünde und Bürger Schippel.
1911 gab Kaiser-Titz sein Filmdebüt. Er wurde einer der meistbeschäftigten Schauspieler der frühen Stummfilmzeit. 1913 bis 1915 arbeitete er für den Produzenten Oskar Messter als Partner von Henny Porten. Während des Ersten Weltkrieges wurde er vor allem als eleganter Detektiv Engelbert Fox einem großen Publikum bekannt. Seine wohl wichtigste Filmrolle war 1916 E. T. A. Hoffmann in der Adaption der Oper Hoffmanns Erzählungen. Eine weitere bedeutende Rolle war 1918 die Titelfigur des Ferdinand Lassalle im gleichnamigen Film. In den 1920er Jahren war Kaiser-Titz noch in sehr vielen Nebenrollen zu sehen; er soll in fast 300 Filmen mitgewirkt haben.
Kaiser-Titz war dreimal verheiratet. 1903 heiratete er die Schauspielerin Melanie Silberstein. Die Ehe wurde 1912 geschieden. Im selben Jahr heiratete er Wally Anna Wilhelmine von Strantz. Die Ehe wurde 1919 geschieden. 1920 heiratete er die geschiedene Martha Else Emilie Heipcke geb. Schäffer. Seine letzte Ruhestätte fand er auf dem Südwestkirchhof Stahnsdorf.

## Filmografie (Auswahl)
- 1913: Problematische Naturen
- 1913: Schuldig
- 1913: Ultimo
- 1914: Sein braunes Mädel
- 1914: Erstarrte Liebe
- 1915: Fürst Seppl
- 1915: Der Fund im Neubau
- 1915: Der Eremit
- 1915: Das Geheimnis einer Nacht
- 1915: Das Schicksal der Gabriele Stark
- 1915: Und wandern sollst du ruhelos …
- 1915: Die verschleierte Dame
- 1916: Artur Imhoff
- 1916: Schloss Phantom
- 1916: Ihr bester Schuß
- 1916: Die silberne Kugel
- 1916: Ramara
- 1916: Hoffmanns Erzählungen
- 1916: Seltsame Köpfe
- 1916: Leben um Leben
- 1916: Titanenkampf
- 1917: Der Erbe von Het Steen
- 1917: Zimmer Nummer sieben
- 1917: Der Mut zum Glück
- 1917: Das Nachtgespräch
- 1917: Ein Tropfen Gift
- 1917: Das Bacchanal des Todes
- 1917: Die Krone von Kerkyra
- 1917: Am Hochzeitsabend
- 1917: Das Edelfräulein
- 1917: Ein scharfer Schuss
- 1917: Das verlorene Paradies
- 1917: Was ein Weib vermag
- 1918: Edelwild
- 1918: Das Gift der Medici
- 1918: Halkas Gelöbnis
- 1918: Tausend um eine Frau
- 1918: Wogen des Schicksals
- 1918: Ferdinand Lassalle – Des Volkstribunen Glück und Ende
- 1919: Das Narrenschloß
- 1919: Die nicht sterben dürfen
- 1919: Der Tod von Phaleria
- 1920: Gentlemen-Gauner
- 1920: Der Sturz in die Flammen
- 1921: Die goldene Kugel
- 1921: Der Mann ohne Namen (6 Teile)
- 1921: Die Schuld des Grafen Weronski
- 1921: Am Webstuhl der Zeit
- 1921: Der Wahn des Philipp Morris
- 1921: Mann über Bord
- 1922: Das Liebesnest
- 1922: Der Favorit der Königin
- 1922: Marie Antoinette
- 1922: Schatten der Vergangenheit
- 1923: Wilhelm Tell
- 1923: Die Marionetten der Fürstin
- 1923: Der Großindustrielle
- 1923: Frühlingserwachen
- 1924: Das Spiel der Liebe
- 1924: Malva
- 1924: Das Geschöpf
- 1924: Claire
- 1924: Königsliebchen
- 1924: Im Namen des Kaisers
- 1924: Rex Mundi
- 1925: Die vom Niederrhein
- 1925: Die Feuertänzerin
- 1925: Der Bastard
- 1925: Wallenstein
- 1925: Der Mann, der sich verkauft
- 1925: Herrn Filip Collins Abenteuer
- 1925: Bismarck, 1. Teil
- 1926: Die Brüder Schellenberg
- 1926: Die Gesunkenen
- 1926: Ich hatt’ einen Kameraden
- 1926: Menschen untereinander
- 1926: Das Panzergewölbe
- 1926: Jagd auf Menschen
- 1926: Es blasen die Trompeten
- 1926: Fedora
- 1926: Der Mann seiner Frau
- 1926: Kubinke, der Barbier, und die drei Dienstmädchen
- 1926: Frauen, die den Weg verloren
- 1926: Hölle der Liebe
- 1926: Was ist los im Zirkus Beely?
- 1927: Mädchenhandel – Eine internationale Gefahr
- 1927: Der Himmel auf Erden
- 1927: Der Kampf des Donald Westhof
- 1927: Ein Mordmädel
- 1927: Ein Mädel aus dem Volke
- 1927: Was die Kinder ihren Eltern verschweigen
- 1927: Wochenendzauber
- 1927: Die Vorbestraften
- 1927: Der Herr der Nacht
- 1927: Die Welt ohne Waffen
- 1927: Das Fräulein von Kasse 12
- 1928: Die Dame in Schwarz
- 1928: Du sollst nicht stehlen
- 1928: Panik
- 1928: Ungarische Rhapsodie